# 1991 UN1
1991 UN1 är en asteroid i huvudbältet som upptäcktes den 28 oktober 1991 av de båda japanska astronomerna Seiji Ueda och Hiroshi Kaneda i Kushiro.
Den tillhör asteroidgruppen Vesta.